# Sandy Casar

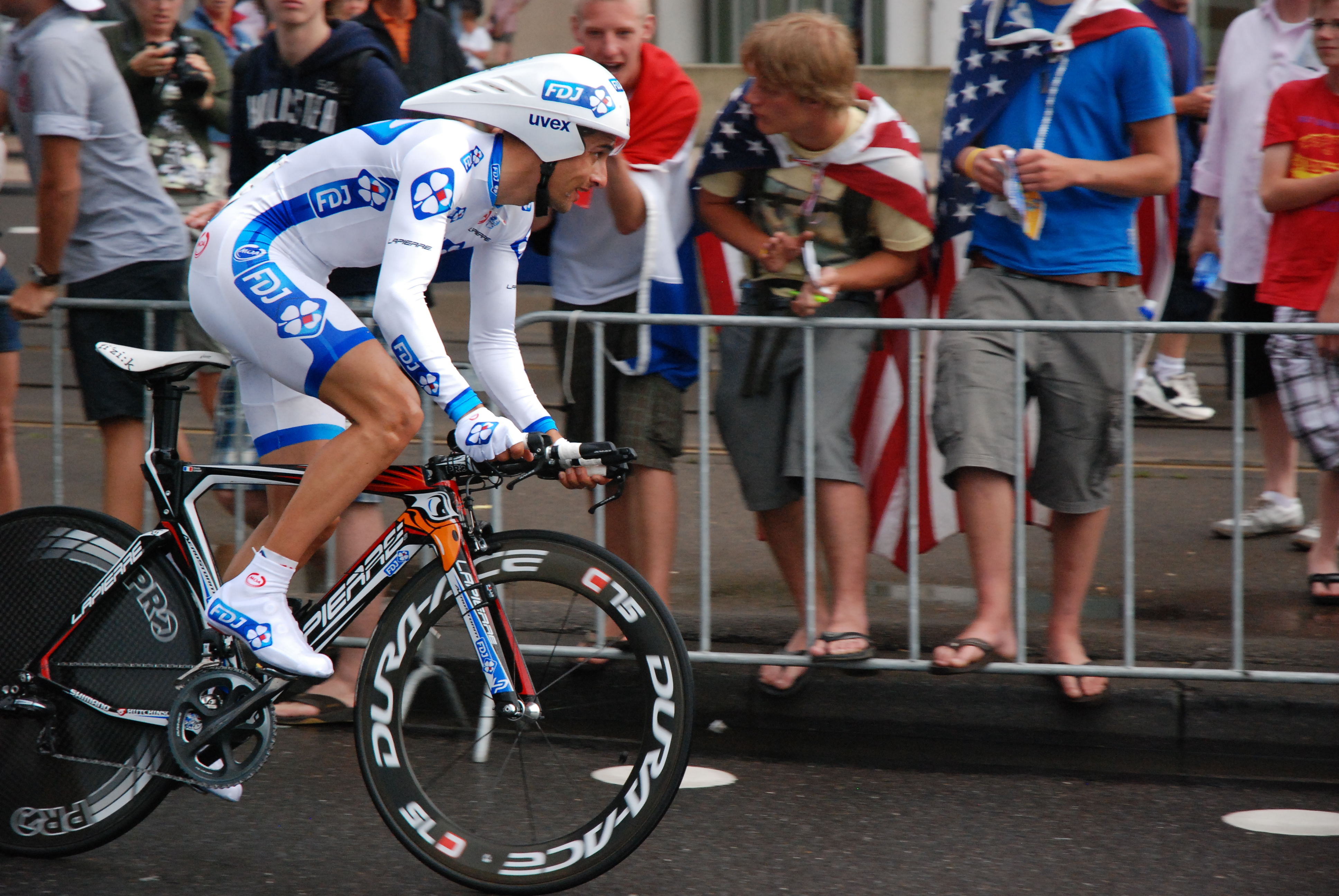
Sandy Casar al Tour de France 2010

Sandy Casar (Mantes-la-Jolie, 2 febbraio 1979) è un ex ciclista su strada francese, professionista dal 2000 al 2013. Passista-scalatore, ha vinto tre tappe al Tour de France.

## Carriera
Passato professionista nel 2000 con la Française des Jeux, nel 2002 giunse al secondo posto nella classifica generale della Parigi-Nizza. Nel 2003 conquistò una vittoria di tappa al Giro di Svizzera, mentre nei tre anni seguenti si impose in alcune corse francesi fra cui la Route du Sud.
Nel 2007, dopo diversi piazzamenti, ottenne il suo primo successo di tappa al Tour de France, imponendosi nella diciottesima frazione al termine di una lunga fuga. Si ripeté nell'edizione 2009 della Grande Boucle – quando fece sua la sedicesima tappa in seguito al declassamento per doping di Mikel Astarloza – e pure nel 2010, vincendo la nona frazione, quella con arrivo a Saint-Jean-de-Maurienne.
In carriera ha preso parte in totale a quindici Grandi Giri (dieci Tour de France, tre Giri d'Italia e due Vuelta a España), conseguendo come miglior risultato il sesto posto al Giro d'Italia 2006. Con la Nazionale francese ha inoltre partecipato a tre edizioni dei campionati del mondo.
Al termine della stagione 2013 annuncia il ritiro dall'attività agonistica.

## Palmarès

### Strada
- 1996 (Juniores)

Classifica generale Tour de l'Eure Juniors
- 1999 (La Francaise des Jeux, una vittoria)

Campionati francesi, Prova a cronometro Under-23
- 2002 (La Francaise des Jeux, una vittoria)

4ª tappa Circuito Franco-Belga (Téteghem > Tournai)
- 2003 (Fdjeux.com, una vittoria)

4ª tappa Tour de Suisse (Visp > Losone)
- 2004 (Fdjeux.com, una vittoria)

2ª tappa Tour du Poitou-Charentes (Andilly-les-Marais > Sauze-Vaussais)
- 2005 (Francaise des Jeux, una vittoria)

Classifica generale Route du Sud
- 2007 (Francaise des Jeux, una vittoria)

18ª tappa Tour de France (Cahors > Angoulême)
- 2009 (Francaise des Jeux, una vittoria)

16ª tappa Tour de France (Martigny > Bourg-Saint-Maurice)
- 2010 (Francaise des Jeux, una vittoria)

9ª tappa Tour de France (Morzine-Avoriaz > Saint-Jean-de-Maurienne)
- 2011 (FDJ, una vittoria)

Parigi-Camembert

### Altri successi
- 2000 (La Francaise des Jeux)

Classifica giovani Tour Down Under
- 2001 (La Francaise des Jeux)

Classifica giovani Tour du Limousin
- 2002 (La Francaise des Jeux)

Classifica giovani Parigi-Nizza
- 2004 (Fdjeux.com)

Classifica giovani Tour du Languedoc-Roussillon
Criterium di Monein
- 2005 (Francaise des Jeux)

Criterium di Lisieux
- 2006 (Francaise des Jeux)

Criterium di Marcoles
- 2007 (Francaise des Jeux)

Critérium cycliste international de Quillan
- 2009 (Francaise des Jeux)

Criterium di Lisieux
- 2010 (Francaise des Jeux)

Criterium di Dijon

### Ciclocross
- 1999-2000

Ciclocross Contres (a coppie, con David Brulon)
- 2001-2002

Ciclocross Contres (a coppie, con Jérémy Roy)
- 2002-2003

Île Aucard (a coppie, con Jérémy Roy)
Ciclocross Contres (a coppie, con Ludovic Renard)
- 2004-2005

Île Aucard (a coppie, con Boris Chauveau)
- 2005-2006

Ciclocross Contres (a coppie, con Vincent Limoges)

## Piazzamenti

### Grandi Giri
- Giro d'Italia

2003: 13º
2005: 81º
2006: 6º
2012: 25º
2013: non partito (4ª tappa)
- Tour de France

2002: 83º
2003: 111º
2004: 16º
2005: 29º
2006: 68º
2007: 71º
2008: 13º
2009: 11º
2010: 23º
2011: 27º
2012: 22º
- Vuelta a España

2008: 19º
2009: ritirato (14ª tappa)

### Classiche monumento
- Liegi-Bastogne-Liegi

2003: ritirato
2004: 44º
2012: ritirato
2013: 106º
- Giro di Lombardia

2000: ritirato
2011: ritirato
2012: ritirato

### Competizioni mondiali
- Campionati del mondo

San Sebastián 1997 - In linea Juniores: 65°
Verona 1999 - In linea Under-23: 36°
Verona 2004 - In linea: ritirato
Stoccarda 2007 - In linea: ritirato
Varese 2008 - In linea: ritirato
Valkenburg 2012 - Cronosquadre: 22°

### Competizioni europee
- Campionati europei

Lisbona 1999 - Cronometro Under-23: 17°